# Francisco García Nava
Francisco García Nava (1868-1937) fue un arquitecto español.

## Biografía

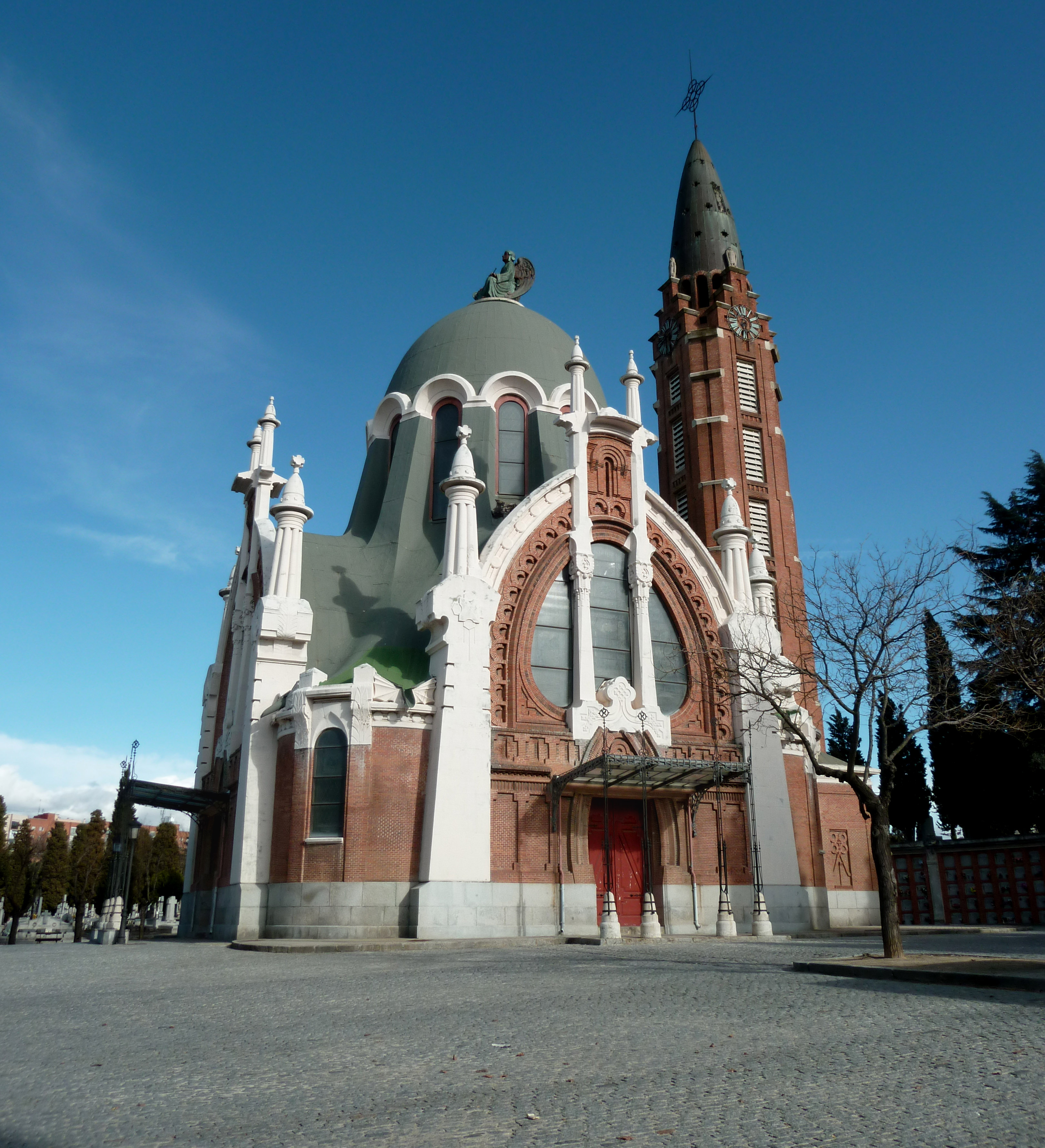
Capilla del cementerio de la Almudena

Nacido en 1868 en la localidad asturiana de Somió, hoy día parte de Gijón, tras realizar sus estudios de arquitectura en Madrid y realizar diversas obras en Gijón se trasladó definitivamente a la capital, donde dedicó sus desarrollos profesionales en la denominada necrópolis del Este, siendo una de las pocas expresiones modernistas de Madrid. Esta casi exclusiva labor le condujo a sobrellevar el título de "arquitecto de cementerios".
Realizó diversas obras arquitectónicas en Madrid como arquitecto municipal con un claro estilo neomudéjar, entre las que cabe destacar la iglesia de la Buena Dicha (1914-1917) ubicada en el centro de Madrid con el patronazgo de los marqueses de Hinojares. Destaca igualmente el cementerio de la Almudena (la necrópolis del Este) presentado el 25 de septiembre de 1905 y finalizado en 1925. Realizó proyectos como el Panteón de Hombres Ilustres, la Capilla de la Almudena o, en 1912, un conjunto de viviendas en la calle Alfonso XII. García Nava fue un defensor de la arquitectura modernista y precursor de la misma en Madrid. Falleció el 29 de diciembre de 1937.